# San Pablo (canton)
San Pablo est un canton (deuxième échelon administratif) de la province de Heredia au Costa Rica.

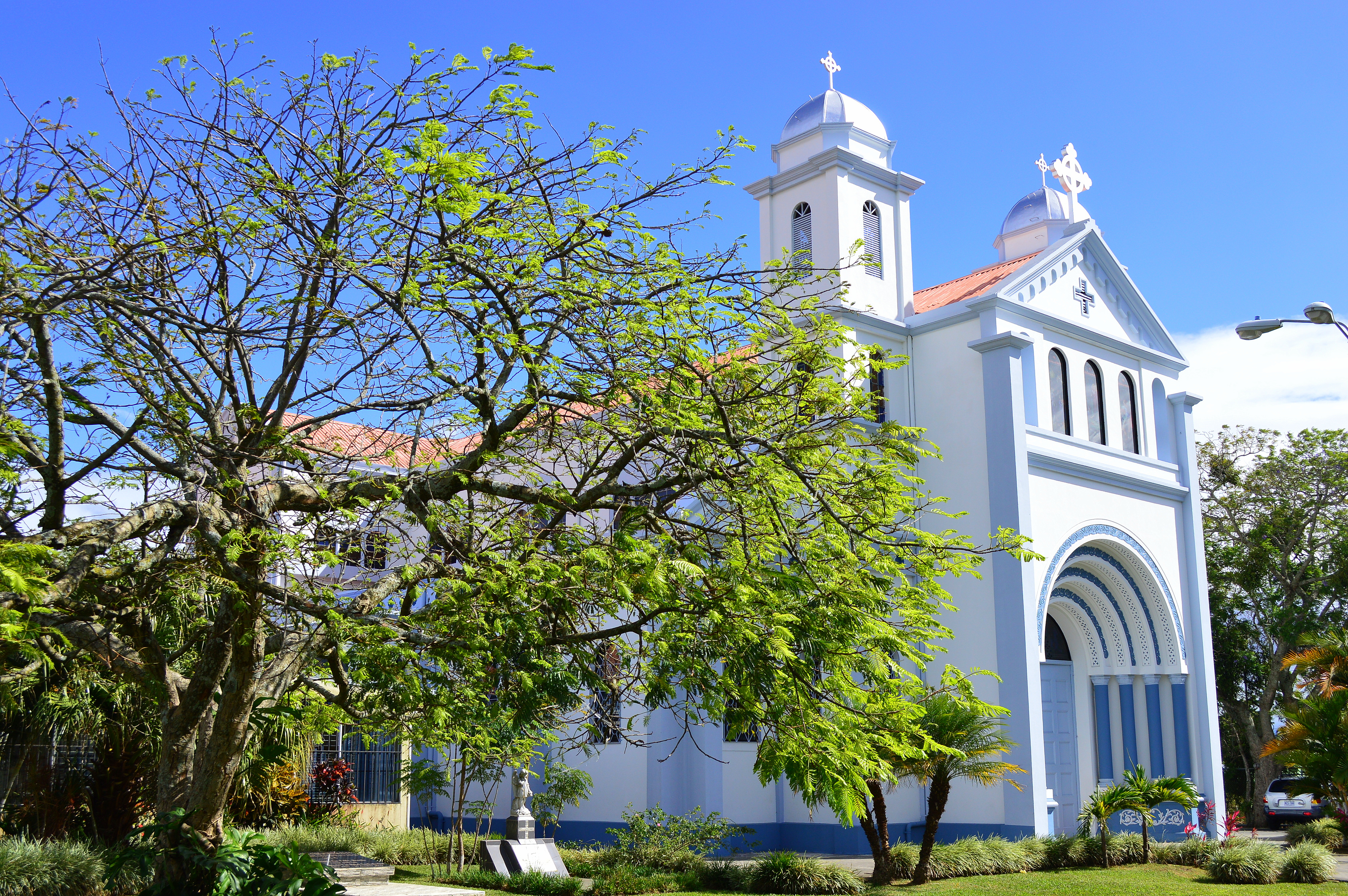
Église San Pablo